# 3. Liga 2017-18
La temporada 2017-18 de la 3. Liga correspondió a la 10.ª edición de la Tercera División de Alemania. La fase regular comenzó a disputarse el 21 de julio de 2017 y terminó el 12 de mayo de 2018.

## Sistema de competición
Participaron en la 3. Liga 20 clubes que, siguiendo un calendario establecido por sorteo, se enfrentaron entre sí en dos partidos, uno en terreno propio y otro en campo contrario. El ganador de cada partido obtuvo tres puntos, el empate otorgó un punto y la derrota, cero puntos.
El torneo se disputó entre los meses de julio de 2017 y mayo de 2018. Al término de la temporada, los dos primeros clasificados ascendieron a la 2. Bundesliga, y el tercer clasificado disputó su ascenso con el antepenúltimo clasificado de la 2. Bundesliga. Los tres últimos descendieron a la Regionalliga.

## Relevo anual de clubes
| Pos   | Descendidos de la 2. Bundesliga |
| ----- | ------------------------------- |
| Prom. | 1860 Múnich                     |
| 17.º  | Wurzburgo Kickers               |
| 18.º  | Karlsruher                      |

| Pos   | Ascendidos de la 3. Liga |
| ----- | ------------------------ |
| 1.º   | Duisburgo                |
| 2.º   | Holstein Kiel            |
| Prom. | Jahn Ratisbona           |

| Pos  | Descendidos de la 3. Liga |
| ---- | ------------------------- |
| 18.° | Paderborn 07              |
| 19.º | Maguncia 05 II            |
| 20.º | FSV Fráncfort             |

| Pos   | Ascendidos de la Regionalliga |
| ----- | ----------------------------- |
| Prom. | Unterhaching                  |
| Prom. | Carl Zeiss Jena               |
| Prom. | Meppen                        |

### Clubes participantes
| Club                    | Ciudad       | Estadio                    | Aforo  |
| ----------------------- | ------------ | -------------------------- | ------ |
| 1. FC Magdeburg         | Magdeburgo   | MDCC-Arena                 | 27.250 |
| Carl Zeiss Jena         | Jena         | Ernst-Abbe-Sportfeld       | 13.000 |
| Chemnitzer FC           | Chemnitz     | community4you ARENA        | 18.712 |
| F.C. Hansa Rostock      | Rostock      | Ostseestadion              | 29.000 |
| FC Rot-Weiß Erfurt      | Erfurt       | Multifunktionsarena Erfurt | 18.611 |
| SV Meppen               | Meppen       | Hänsch-Arena               | 16.500 |
| FSV Zwickau             | Zwickau      | Stadion Zwickau            | 10.000 |
| Hallescher FC           | Halle        | Erdgas Sportpark           | 15.057 |
| Karlsruher SC           | Karlsruhe    | Wildparkstadion            | 32.306 |
| SpVgg Unterhaching      | Unterhaching | Alpenbauer Sportpark       | 15.053 |
| SC Fortuna Köln         | Colonia      | Südstadion                 | 12.000 |
| SC Preußen Münster      | Münster      | Preußenstadion             | 15.050 |
| SG Sonnenhof Großaspach | Aspach       | Mechatronik Arena          | 7.768  |
| Sportfreunde Lotte      | Lotte        | FRIMO Stadion              | 7.474  |
| SC Paderborn 071        | Paderborn    | Benteler-Arena             | 15.000 |
| SV Werder Bremen II     | Bremen       | Weserstadion Platz 11      | 5.500  |
| SV Wehen Wiesbaden      | Wiesbaden    | BRITA-Arena                | 12.250 |
| VfR Aalen               | Aalen        | Scholz-Arena               | 13.251 |
| VfL Osnabrück           | Osnabrück    | Osnatel-Arena              | 16.667 |
| Würzburger Kickers      | Wurzburgo    | Flyeralarm-Arena           | 14.500 |

- 1 Originalmente SC Paderborn 07 descendió la temporada pasada pero debido a que el TSV 1860 Múnich,[3] quien había descendido de la 2. Bundesliga 2016-17, decidió no participar de esta temporada de la 3. Liga,[4] su puesto lo ocupó el Paderborn 07, que fue el mejor descendido de la anterior temporada.

### Equipos porLänder
| Región                      | N.º | Equipos                                                                   |
| --------------------------- | --- | ------------------------------------------------------------------------- |
| Renania del Norte-Westfalia | 4   | SC Paderborn 07, SC Fortuna Köln, SC Preußen Münster y Sportfreunde Lotte |
| Baden-Württemberg           | 3   | Karlsruher SC, SG Sonnenhof Großaspach y VfR Aalen                        |
| Baviera                     | 2   | Würzburger Kickers y Unterhaching                                         |
| Sajonia                     | 2   | Chemnitzer FC y FSV Zwickau                                               |
| Baja Sajonia                | 2   | VfL Osnabrück y SV Meppen                                                 |
| Sajonia Anhalt              | 2   | 1. FC Magdeburg y Hallescher FC                                           |
| Turingia                    | 2   | FC Rot-Weiß Erfurt y Carl Zeiss Jena                                      |
| Hesse                       | 1   | SV Wehen Wiesbaden                                                        |
| Mecklemburgo-Pomerania      | 1   | F.C. Hansa Rostock                                                        |
| Bremen                      | 1   | SV Werder Bremen II                                                       |

## Clasificación
- Actualizado el 12 de mayo de 2018.

|  |     | Equipo               | PJ | PG | PE | PP | GF | GC | DG  | PTS |
|  | --- | -------------------- | -- | -- | -- | -- | -- | -- | --- | --- |
|  | 1.  | Magdeburgo           | 38 | 27 | 4  | 7  | 70 | 32 | +38 | 85  |
|  | 2.  | Paderborn 07         | 38 | 25 | 8  | 5  | 90 | 33 | +57 | 83  |
|  | 3.  | Karlsruher           | 38 | 19 | 12 | 7  | 49 | 29 | +20 | 69  |
|  | 4.  | Wehen Wiesbaden      | 38 | 21 | 5  | 12 | 76 | 39 | +37 | 68  |
|  | 5.  | Würzburger Kickers   | 38 | 17 | 10 | 11 | 53 | 46 | +7  | 61  |
|  | 6.  | Hansa Rostock        | 38 | 16 | 12 | 10 | 48 | 34 | +14 | 60  |
|  | 7.  | Meppen               | 38 | 15 | 13 | 10 | 50 | 47 | +3  | 58  |
|  | 8.  | Fortuna Colonia      | 38 | 15 | 9  | 14 | 53 | 48 | +5  | 54  |
|  | 9.  | Unterhaching         | 38 | 16 | 6  | 16 | 54 | 55 | -1  | 54  |
|  | 10. | Preußen Münster      | 38 | 14 | 10 | 14 | 50 | 49 | +1  | 52  |
|  | 11. | Carl Zeiss Jena      | 38 | 14 | 10 | 14 | 49 | 59 | -10 | 52  |
|  | 12. | Aalen                | 38 | 13 | 11 | 14 | 48 | 57 | -9  | 50  |
|  | 13. | Hallescher FC        | 38 | 13 | 10 | 15 | 52 | 54 | -2  | 49  |
|  | 14. | Sonnenhof Großaspach | 38 | 12 | 11 | 15 | 55 | 60 | -5  | 47  |
|  | 15. | Zwickau              | 38 | 10 | 11 | 17 | 38 | 55 | -17 | 41  |
|  | 16. | Sportfreunde Lotte   | 38 | 11 | 7  | 20 | 43 | 60 | -17 | 40  |
|  | 17. | Osnabrück            | 38 | 8  | 13 | 17 | 47 | 67 | -20 | 37  |
|  | 18. | Werder Bremen II     | 38 | 6  | 13 | 19 | 39 | 62 | -23 | 31  |
|  | 19. | Chemnitzer FC        | 38 | 8  | 7  | 23 | 48 | 74 | -26 | 22  |
|  | 20. | Rot-Weiß Erfurt      | 38 | 5  | 8  | 25 | 26 | 78 | -52 | 13  |

| Leyenda |                                               |
|         | Asciende a 2. Bundesliga 2018-19.             |
|         | Promoción de ascenso a 2. Bundesliga 2018-19. |
|         | Desciende a Regionalliga 2018-19.             |

## Evolución de las posiciones
- Actualizado el 12 de mayo de 2018.

| Equipo / Jornada     | 1  | 2  | 3  | 4  | 5  | 6  | 7  | 8  | 9  | 10 | 11 | 12 | 13 | 14 | 15 | 16 | 17 | 18 | 19 | 20 | 21 | 22 | 23 | 24 | 25 | 26 | 27 | 28 | 29 | 30 | 31 | 32 | 33 | 34 | 35 | 36 | 37 | 38 |
| Equipo / Jornada     |    |    |    |    |    |    |    |    |    |    |    |    |    |    |    |    |    |    |    |    |    |    |    |    |    |    |    |    |    |    |    |    |    |    |    |    |    |    |
| -------------------- | -- | -- | -- | -- | -- | -- | -- | -- | -- | -- | -- | -- | -- | -- | -- | -- | -- | -- | -- | -- | -- | -- | -- | -- | -- | -- | -- | -- | -- | -- | -- | -- | -- | -- | -- | -- | -- | -- |
| Magdeburgo           | 19 | 8  | 9  | 6  | 3  | 2  | 2  | 3  | 3  | 2  | 2  | 2  | 2  | 3  | 3  | 2  | 2  | 2  | 2  | 1  | 2  | 2  | 2  | 2  | 1  | 1  | 2  | 2  | 2  | 2  | 2  | 2  | 2  | 2  | 2  | 1  | 1  | 1  |
| Paderborn 07         | 7  | 7  | 7  | 1  | 2  | 1  | 1  | 1  | 1  | 1  | 1  | 1  | 1  | 1  | 1  | 1  | 1  | 1  | 1  | 2  | 1  | 1  | 1  | 1  | 2  | 2  | 1  | 1  | 1  | 1  | 1  | 1  | 1  | 1  | 1  | 2  | 2  | 2  |
| Karlsruher           | 11 | 14 | 15 | 12 | 15 | 16 | 17 | 12 | 16 | 12 | 14 | 8  | 10 | 9  | 9  | 8  | 7  | 7  | 8  | 8  | 7  | 6  | 6  | 5  | 4  | 4  | 3  | 3  | 3  | 3  | 4  | 4  | 4  | 4  | 3  | 3  | 3  | 3  |
| Wehen Wiesbaden      | 6  | 1  | 1  | 5  | 7  | 6  | 5  | 4  | 4  | 4  | 4  | 4  | 4  | 4  | 4  | 4  | 3  | 3  | 3  | 3  | 3  | 3  | 3  | 3  | 3  | 3  | 4  | 4  | 4  | 4  | 3  | 3  | 3  | 3  | 4  | 4  | 4  | 4  |
| Würzburger Kickers   | 10 | 12 | 13 | 15 | 18 | 14 | 18 | 15 | 13 | 14 | 17 | 18 | 19 | 20 | 18 | 15 | 13 | 11 | 11 | 10 | 10 | 11 | 8  | 10 | 10 | 10 | 9  | 10 | 9  | 9  | 9  | 8  | 7  | 6  | 6  | 5  | 6  | 5  |
| Hansa Rostock        | 3  | 6  | 6  | 8  | 6  | 5  | 6  | 6  | 7  | 8  | 6  | 7  | 7  | 6  | 8  | 7  | 5  | 5  | 4  | 4  | 5  | 4  | 4  | 4  | 5  | 5  | 6  | 6  | 6  | 6  | 6  | 6  | 6  | 7  | 5  | 6  | 5  | 6  |
| Meppen               | 12 | 17 | 18 | 14 | 10 | 11 | 11 | 10 | 9  | 10 | 7  | 6  | 6  | 7  | 7  | 9  | 9  | 9  | 9  | 11 | 9  | 8  | 10 | 8  | 9  | 9  | 10 | 9  | 10 | 10 | 12 | 11 | 9  | 9  | 8  | 7  | 7  | 7  |
| Fortuna Colonia      | 5  | 2  | 2  | 2  | 1  | 3  | 3  | 2  | 2  | 3  | 3  | 3  | 3  | 2  | 2  | 3  | 4  | 4  | 5  | 6  | 4  | 5  | 5  | 6  | 6  | 6  | 5  | 5  | 5  | 5  | 5  | 5  | 5  | 5  | 7  | 8  | 8  | 8  |
| Unterhaching         | 20 | 11 | 12 | 13 | 11 | 8  | 8  | 9  | 8  | 5  | 5  | 5  | 5  | 5  | 5  | 5  | 8  | 6  | 7  | 5  | 6  | 7  | 7  | 7  | 8  | 7  | 7  | 7  | 7  | 7  | 7  | 7  | 8  | 8  | 9  | 9  | 10 | 9  |
| Preußen Münster      | 13 | 5  | 5  | 7  | 9  | 10 | 12 | 14 | 12 | 19 | 12 | 17 | 15 | 17 | 16 | 18 | 15 | 15 | 16 | 17 | 17 | 17 | 14 | 15 | 12 | 15 | 14 | 14 | 12 | 11 | 11 | 13 | 12 | 10 | 12 | 11 | 9  | 10 |
| Carl Zeiss Jena      | 16 | 20 | 10 | 10 | 14 | 15 | 20 | 20 | 19 | 15 | 18 | 15 | 17 | 13 | 14 | 12 | 12 | 13 | 13 | 12 | 14 | 12 | 15 | 14 | 15 | 12 | 12 | 15 | 13 | 15 | 15 | 14 | 16 | 15 | 14 | 13 | 12 | 11 |
| Aalen                | 15 | 10 | 8  | 4  | 5  | 4  | 4  | 5  | 6  | 7  | 9  | 10 | 11 | 10 | 10 | 11 | 10 | 10 | 10 | 9  | 11 | 9  | 11 | 9  | 7  | 8  | 8  | 8  | 8  | 8  | 8  | 9  | 10 | 11 | 10 | 10 | 11 | 12 |
| Hallescher FC        | 8  | 13 | 14 | 16 | 17 | 18 | 14 | 17 | 11 | 16 | 16 | 13 | 13 | 11 | 11 | 10 | 11 | 12 | 12 | 13 | 12 | 13 | 12 | 12 | 13 | 16 | 17 | 16 | 14 | 12 | 10 | 10 | 11 | 12 | 11 | 12 | 13 | 13 |
| Sonnenhof Großaspach | 1  | 4  | 4  | 9  | 8  | 9  | 9  | 7  | 5  | 6  | 8  | 9  | 8  | 8  | 6  | 6  | 6  | 8  | 6  | 7  | 8  | 10 | 9  | 11 | 11 | 11 | 11 | 13 | 16 | 13 | 13 | 12 | 13 | 13 | 13 | 14 | 14 | 14 |
| Zwickau              | 17 | 15 | 17 | 17 | 20 | 20 | 19 | 16 | 14 | 11 | 13 | 14 | 9  | 14 | 15 | 17 | 18 | 17 | 17 | 16 | 16 | 15 | 16 | 16 | 17 | 14 | 15 | 11 | 11 | 14 | 14 | 15 | 14 | 16 | 16 | 16 | 15 | 15 |
| Sportfreunde Lotte   | 18 | 16 | 16 | 20 | 13 | 17 | 13 | 18 | 18 | 13 | 10 | 12 | 12 | 15 | 12 | 13 | 14 | 14 | 15 | 14 | 13 | 14 | 13 | 13 | 14 | 17 | 16 | 17 | 17 | 17 | 17 | 16 | 15 | 14 | 15 | 15 | 16 | 16 |
| Osnabrück            | 9  | 19 | 20 | 19 | 16 | 12 | 10 | 13 | 17 | 17 | 19 | 19 | 20 | 18 | 19 | 16 | 16 | 16 | 14 | 15 | 15 | 16 | 17 | 17 | 16 | 13 | 13 | 12 | 15 | 16 | 16 | 17 | 17 | 17 | 17 | 17 | 17 | 17 |
| Werder Bremen II     | 2  | 3  | 3  | 3  | 4  | 7  | 7  | 8  | 10 | 9  | 11 | 16 | 14 | 16 | 17 | 19 | 19 | 19 | 18 | 18 | 18 | 18 | 19 | 19 | 19 | 19 | 19 | 19 | 19 | 19 | 20 | 19 | 19 | 19 | 18 | 18 | 18 | 18 |
| Chemnitzer FC        | 4  | 9  | 11 | 11 | 12 | 13 | 15 | 19 | 20 | 18 | 15 | 11 | 16 | 12 | 13 | 14 | 17 | 18 | 19 | 19 | 19 | 19 | 18 | 18 | 18 | 18 | 18 | 18 | 18 | 18 | 18 | 18 | 18 | 18 | 19 | 19 | 19 | 19 |
| Rot-Weiß Erfurt      | 14 | 18 | 19 | 18 | 19 | 19 | 16 | 11 | 15 | 20 | 20 | 20 | 18 | 19 | 20 | 20 | 20 | 20 | 20 | 20 | 20 | 20 | 20 | 20 | 20 | 20 | 20 | 20 | 20 | 20 | 19 | 20 | 20 | 20 | 20 | 20 | 20 | 20 |

## Resultados
- Los horarios corresponden al huso horario de Alemania (Hora central europea): UTC+1 en horario estándar y UTC+2 en horario de verano

### Primera vuelta
| Karlsruher           | 2 - 2 | Osnabrück          | Wildparkstadion            | 21 de julio | 20:30 |
| Werder Bremen II     | 3 - 0 | Unterhaching       | Weserstadion Platz 11      | 22 de julio | 14:00 |
| Rot-Weiß Erfurt      | 1 - 1 | Preußen Münster    | Multifunktionsarena Erfurt | 22 de julio | 14:00 |
| Sportfreunde Lotte   | 0 - 2 | Hansa Rostock      | FRIMO Stadion              | 22 de julio | 14:00 |
| Hallescher FC        | 4 - 4 | Paderborn 07       | Erdgas Sportpark           | 22 de julio | 14:00 |
| Fortuna Colonia      | 1 - 0 | Aalen              | Südstadion                 | 22 de julio | 14:00 |
| Wehen Wiesbaden      | 1 - 0 | Carl Zeiss Jena    | BRITA-Arena                | 22 de julio | 14:00 |
| Meppen               | 2 - 2 | Würzburger Kickers | Hänsch-Arena               | 22 de julio | 14:00 |
| Sonnenhof Großaspach | 4 - 1 | Magdeburgo         | Mechatronik Arena          | 23 de julio | 14:00 |
| Chemnitzer FC        | 1 - 0 | Zwickau            | community4you ARENA        | 23 de julio | 14:00 |

| Osnabrück          | 0 - 4 | Wehen Wiesbaden      | Osnatel-Arena        | 28 de julio | 19:00 |
| Unterhaching       | 3 - 2 | Karlsruher           | Alpenbauer Sportpark | 28 de julio | 19:00 |
| Carl Zeiss Jena    | 0 - 2 | Fortuna Colonia      | Ernst-Abbe-Sportfeld | 29 de julio | 14:00 |
| Aalen              | 2 - 1 | Hallescher FC        | Scholz-Arena         | 29 de julio | 14:00 |
| Paderborn 07       | 3 - 2 | Chemnitzer FC        | Benteler-Arena       | 29 de julio | 14:00 |
| Zwickau            | 1 - 1 | Sportfreunde Lotte   | Stadion Zwickau      | 29 de julio | 14:00 |
| Hansa Rostock      | 0 - 0 | Sonnenhof Großaspach | Ostseestadion        | 29 de julio | 14:00 |
| Magdeburgo         | 3 - 0 | Rot-Weiß Erfurt      | MDCC-Arena           | 29 de julio | 14:00 |
| Preußen Münster    | 3 - 0 | Meppen               | Preußenstadion       | 29 de julio | 14:00 |
| Würzburger Kickers | 1 - 1 | Werder Bremen II     | Flyeralarm-Arena     | 30 de julio | 14:00 |

| Rot-Weiß Erfurt      | 0 - 1 | Hansa Rostock   | Multifunktionsarena Erfurt | 1 de agosto | 19:00 |
| Sonnenhof Großaspach | 2 - 0 | Zwickau         | Mechatronik Arena          | 1 de agosto | 19:00 |
| Sportfreunde Lotte   | 1 - 2 | Paderborn 07    | FRIMO Stadion              | 1 de agosto | 19:00 |
| Hallescher FC        | 0 - 2 | Carl Zeiss Jena | Erdgas Sportpark           | 1 de agosto | 19:00 |
| Wehen Wiesbaden      | 1 - 0 | Unterhaching    | BRITA-Arena                | 1 de agosto | 19:00 |
| Werder Bremen II     | 2 - 0 | Karlsruher      | Weserstadion Platz 11      | 2 de agosto | 19:00 |
| Chemnitzer FC        | 2 - 4 | Aalen           | community4you ARENA        | 2 de agosto | 19:00 |
| Fortuna Colonia      | 3 - 0 | Osnabrück       | Südstadion                 | 2 de agosto | 19:00 |
| Würzburger Kickers   | 0 - 1 | Preußen Münster | Flyeralarm-Arena           | 2 de agosto | 19:00 |
| Meppen               | 1 - 2 | Magdeburgo      | Hänsch-Arena               | 2 de agosto | 19:00 |

| Zwickau         | 1 - 1 | Rot-Weiß Erfurt      | Stadion Zwickau      | 4 de agosto | 19:00 |
| Carl Zeiss Jena | 1 - 1 | Chemnitzer FC        | Ernst-Abbe-Sportfeld | 5 de agosto | 14:00 |
| Aalen           | 3 - 0 | Sportfreunde Lotte   | Scholz-Arena         | 5 de agosto | 14:00 |
| Paderborn 07    | 5 - 0 | Sonnenhof Großaspach | Benteler-Arena       | 5 de agosto | 14:00 |
| Hansa Rostock   | 1 - 2 | Meppen               | Ostseestadion        | 5 de agosto | 14:00 |
| Preußen Münster | 0 - 1 | Werder Bremen II     | Preußenstadion       | 5 de agosto | 14:00 |
| Karlsruher      | 2 - 1 | Wehen Wiesbaden      | Wildparkstadion      | 5 de agosto | 14:00 |
| Unterhaching    | 2 - 2 | Fortuna Colonia      | Alpenbauer Sportpark | 5 de agosto | 14:00 |
| Osnabrück       | 3 - 3 | Hallescher FC        | Osnatel-Arena        | 6 de agosto | 14:00 |
| Magdeburgo      | 2 - 1 | Würzburger Kickers   | MDCC-Arena           | 6 de agosto | 14:00 |

| Fortuna Colonia      | 4 - 0 | Karlsruher      | Südstadion                 | 18 de agosto | 19:00 |
| Meppen               | 4 - 0 | Zwickau         | Hänsch-Arena               | 18 de agosto | 19:00 |
| Werder Bremen II     | 0 - 0 | Wehen Wiesbaden | Weserstadion Platz 11      | 19 de agosto | 14:00 |
| Rot-Weiß Erfurt      | 0 - 1 | Paderborn 07    | Multifunktionsarena Erfurt | 19 de agosto | 14:00 |
| Sonnenhof Großaspach | 0 - 0 | Aalen           | Mechatronik Arena          | 19 de agosto | 14:00 |
| Chemnitzer FC        | 0 - 0 | Osnabrück       | community4you ARENA        | 19 de agosto | 14:00 |
| Hallescher FC        | 1 - 2 | Unterhaching    | Erdgas Sportpark           | 19 de agosto | 14:00 |
| Preußen Münster      | 0 - 1 | Magdeburgo      | Preußenstadion             | 19 de agosto | 14:00 |
| Sportfreunde Lotte   | 4 - 0 | Carl Zeiss Jena | FRIMO Stadion              | 20 de agosto | 14:00 |
| Würzburger Kickers   | 0 - 3 | Hansa Rostock   | Flyeralarm-Arena           | 20 de agosto | 14:00 |

| Paderborn 07    | 1 - 0 | Meppen               | Benteler-Arena       | 25 de agosto | 19:00 |
| Osnabrück       | 1 - 0 | Sportfreunde Lotte   | Osnatel Arena        | 26 de agosto | 14:00 |
| Carl Zeiss Jena | 0 - 0 | Sonnenhof Großaspach | Ernst-Abbe-Sportfeld | 26 de agosto | 14:00 |
| Aalen           | 1 - 1 | Rot-Weiß Erfurt      | Scholz-Arena         | 26 de agosto | 14:00 |
| Magdeburgo      | 4 - 1 | Werder Bremen II     | MDCC-Arena           | 26 de agosto | 14:00 |
| Wehen Wiesbaden | 1 - 1 | Fortuna Colonia      | BRITA-Arena          | 26 de agosto | 14:00 |
| Karlsruher      | 1 - 1 | Hallescher FC        | Wildparkstadion      | 26 de agosto | 14:00 |
| Unterhaching    | 4 - 2 | Chemnitzer FC        | Alpenbauer Sportpark | 26 de agosto | 14:00 |
| Zwickau         | 0 - 1 | Wüzburger Kickers    | Stadion Zwickau      | 27 de agosto | 14:00 |
| Hansa Rostock   | 1 - 1 | Preußen Münster      | Ostseestadion        | 27 de agosto | 14:00 |

| Werder Bremen II     | 1 - 2 | Fortuna Colonia | Weserstadion Platz 11      | 8 de septiembre  | 19:00 |
| Preußen Münster      | 0 - 2 | Zwickau         | Preußenstadion             | 8 de septiembre  | 19:00 |
| Rot-Weiß Erfurt      | 1 - 0 | Carl Zeiss Jena | Multifunktionsarena Erfurt | 9 de septiembre  | 14:00 |
| Sonnenhof Großaspach | 0 - 1 | Osnabrück       | Mechatronik Arena          | 9 de septiembre  | 14:00 |
| Sportfreunde Lotte   | 2 - 1 | Unterhaching    | FRIMO Stadion              | 9 de septiembre  | 14:00 |
| Chemnitzer FC        | 0 - 0 | Karlsruher      | community4you ARENA        | 9 de septiembre  | 14:00 |
| Hallescher FC        | 2 - 1 | Wehen Wiesbaden | Erdgas Sportpark           | 9 de septiembre  | 14:00 |
| Magdeburgo           | 2 - 0 | Hansa Rostock   | MDCC-Arena                 | 9 de septiembre  | 14:00 |
| Würzburger Kickers   | 2 - 3 | Paderborn 07    | Flyeralarm-Arena           | 9 de septiembre  | 14:00 |
| Meppen               | 1 - 1 | Aalen           | Hänsch-Arena               | 10 de septiembre | 14:00 |

| Osnabrück       | 0 - 1 | Rot-Weiß Erfurt      | Osnatel-Arena        | 15 de septiembre | 19:00 |
| Zwickau         | 3 - 1 | Magdeburgo           | Stadion Zwickau      | 15 de septiembre | 19:00 |
| Wehen Wiesbaden | 2 - 1 | Chemnitzer FC        | BRITA-Arena          | 15 de septiembre | 19:00 |
| Carl Zeiss Jena | 2 - 2 | Meppen               | Ernst-Abbe-Sportfeld | 16 de septiembre | 14:00 |
| Aalen           | 2 - 3 | Würzburger Kickers   | Scholz-Arena         | 16 de septiembre | 14:00 |
| Paderborn 07    | 2 - 1 | Preußen Münster      | Benteler-Arena       | 16 de septiembre | 14:00 |
| Hansa Rostock   | 0 - 0 | Werder Bremen II     | Ostseestadion        | 16 de septiembre | 14:00 |
| Fortuna Colonia | 1 - 1 | Hallescher FC        | Südstadion           | 16 de septiembre | 14:00 |
| Karlsruher      | 1 - 0 | Sportfreunde Lotte   | Wildparkstadion      | 16 de septiembre | 14:00 |
| Unterhaching    | 1 - 4 | Sonnenhof Großaspach | Alpenbauer Sportpark | 16 de septiembre | 14:00 |

| Werder Bremen II     | 1 - 2 | Hallescher FC   | Weserstadion Platz 11      | 19 de septiembre | 19:00 |
| Sonnenhof Großaspach | 1 - 0 | Karlsruher      | Mechatronik Arena          | 19 de septiembre | 19:00 |
| Sportfreunde Lotte   | 0 - 1 | Wehen Wiesbaden | FRIMO Stadion              | 19 de septiembre | 19:00 |
| Hansa Rostock        | 1 - 1 | Zwickau         | Ostseestadion              | 19 de septiembre | 19:00 |
| Magdeburgo           | 1 - 0 | Paderborn 07    | MDCC-Arena                 | 19 de septiembre | 19:00 |
| Meppen               | 1 - 0 | Osnabrück       | Hänsch-Arena               | 20 de septiembre | 18:30 |
| Rot-Weiß Erfurt      | 0 - 2 | Unterhaching    | Multifunktionsarena Erfurt | 20 de septiembre | 19:00 |
| Chemnitzer FC        | 1 - 2 | Fortuna Colonia | community4you ARENA        | 20 de septiembre | 19:00 |
| Preußen Münster      | 1 - 1 | Aalen           | Preußenstadion             | 20 de septiembre | 19:00 |
| Würzburger Kickers   | 2 - 2 | Carl Zeiss Jena | Flyeralarm-Arena           | 20 de septiembre | 19:00 |

| Paderborn 07    | 2 - 1 | Hansa Rostock        | Benteler-Arena       | 22 de septiembre | 19:00 |
| Osnabrück       | 1 - 1 | Würzburger Kickers   | Osnatel-Arena        | 23 de septiembre | 14:00 |
| Carl Zeiss Jena | 2 - 0 | Preußen Münster      | Ernst-Abbe-Sportfeld | 23 de septiembre | 14:00 |
| Zwickau         | 1 - 0 | Werder Bremen II     | Stadion Zwickau      | 23 de septiembre | 14:00 |
| Hallescher FC   | 0 - 3 | Chemnitzer FC        | Erdgas Sportpark     | 23 de septiembre | 14:00 |
| Fortuna Colonia | 0 - 3 | Sportfreunde Lotte   | Südstadion           | 23 de septiembre | 14:00 |
| Wehen Wiesbaden | 5 - 0 | Sonnenhof Großaspach | BRITA-Arena          | 23 de septiembre | 14:00 |
| Unterhaching    | 4 - 0 | Meppen               | Alpenbauer Sportpark | 23 de septiembre | 14:00 |
| Aalen           | 0 - 1 | Magdeburgo           | Scholz-Arena         | 24 de septiembre | 14:00 |
| Karlsruher      | 2 - 0 | Rot-Weiß Erfurt      | Wildparkstadion      | 24 de septiembre | 14:00 |

| Sportfreunde Lotte   | 2 - 1 | Hallescher FC   | FRIMO Stadion              | 29 de septiembre | 19:00 |
| Werder Bremen II     | 1 - 1 | Chemnitzer FC   | Weserstadion Platz 11      | 30 de septiembre | 14:00 |
| Rot-Weiß Erfurt      | 1 - 3 | Wehen Wiesbaden | Multifunktionsarena Erfurt | 30 de septiembre | 14:00 |
| Sonnenhof Großaspach | 1 - 3 | Fortuna Colonia | Mechatronik Arena          | 30 de septiembre | 14:00 |
| Hansa Rostock        | 1 - 0 | Aalen           | Ostseestadion              | 30 de septiembre | 14:00 |
| Preußen Münster      | 4 - 1 | Osnabrück       | Preußenstadion             | 30 de septiembre | 14:00 |
| Würzburger Kickers   | 0 - 2 | Unterhaching    | Flyeralarm-Arena           | 30 de septiembre | 14:00 |
| Zwickau              | 1 - 3 | Paderborn 07    | Stadion Zwickau            | 1 de octubre     | 14:00 |
| Magdeburgo           | 2 - 0 | Carl Zeiss Jena | MDCC-Arena                 | 1 de octubre     | 14:00 |
| Meppen               | 2 - 0 | Karlsruher      | Hänsch-Arena               | 1 de octubre     | 14:00 |

| Osnabrück       | 0 - 2 | Magdeburgo           | Osnatel-Arena        | 13 de octubre | 19:00 |
| Hallescher FC   | 3 - 0 | Sonnenhof Großaspach | Erdgas Sportpark     | 13 de octubre | 19:00 |
| Fortuna Colonia | 2 - 0 | Rot-Weiß Erfurt      | Südstadion           | 13 de octubre | 19:00 |
| Carl Zeiss Jena | 1 - 0 | Hansa Rostock        | Ernst-Abbe-Sportfeld | 14 de octubre | 14:00 |
| Aalen           | 2 - 2 | Zwickau              | Scholz-Arena         | 14 de octubre | 14:00 |
| Paderborn 07    | 7 - 1 | Werder Bremen II     | Benteler-Arena       | 14 de octubre | 14:00 |
| Chemnitzer FC   | 3 - 1 | Sportfreunde Lotte   | community4you ARENA  | 14 de octubre | 14:00 |
| Wehen Wiesbaden | 0 - 1 | Meppen               | BRITA-Arena          | 14 de octubre | 14:00 |
| Karlsruher      | 2 - 0 | Würzburger Kickers   | Wildparkstadion      | 14 de octubre | 14:00 |
| Unterhaching    | 1 - 0 | Preußen Münster      | Alpenbauer Sportpark | 14 de octubre | 14:00 |

| Sonnenhof Großaspach | 3 - 1 | Chemnitzer FC      | Mechatronik Arena          | 20 de octubre | 19:00 |
| Hansa Rostock        | 2 - 0 | Osnabrück          | Ostseestadion              | 20 de octubre | 19:00 |
| Werder Bremen II     | 1 - 1 | Sportfreunde Lotte | Weserstadion Platz 11      | 21 de octubre | 14:00 |
| Rot-Weiß Erfurt      | 1 - 1 | Hallescher FC      | Multifunktionsarena Erfurt | 21 de octubre | 14:00 |
| Paderborn 07         | 3 - 0 | Aalen              | Benteler-Arena             | 21 de octubre | 14:00 |
| Magdeburgo           | 0 - 3 | Unterhaching       | MDCC-Arena                 | 21 de octubre | 14:00 |
| Preußen Münster      | 1 - 1 | Karlsruher         | Preußenstadion             | 21 de octubre | 14:00 |
| Würzburger Kickers   | 0 - 5 | Wehen Wiesbaden    | Flyeralarm-Arena           | 21 de octubre | 14:00 |
| Meppen               | 1 - 0 | Fortuna Colonia    | Hänsch-Arena               | 21 de octubre | 14:00 |
| Zwickau              | 2 - 1 | Carl Zeiss Jena    | Stadion Zwickau            | 22 de octubre | 14:00 |

| Chemnitzer FC      | 1 - 0 | Rot-Weiß Erfurt      | community4you ARENA  | 27 de octubre | 19:00 |
| Unterhaching       | 0 - 3 | Hansa Rostock        | Alpenbauer Sportpark | 27 de octubre | 19:00 |
| Osnabrück          | 4 - 0 | Zwickau              | Osnatel-Arena        | 28 de octubre | 14:00 |
| Carl Zeiss Jena    | 3 - 1 | Paderborn 07         | Ernst-Abbe-Sportfeld | 28 de octubre | 14:00 |
| Aalen              | 1 - 0 | Werder Bremen II     | Scholz-Arena         | 28 de octubre | 14:00 |
| Sportfreunde Lotte | 0 - 2 | Sonnenhof Großaspach | FRIMO Stadion        | 28 de octubre | 14:00 |
| Hallescher FC      | 2 - 0 | Meppen               | Erdgas Sportpark     | 28 de octubre | 14:00 |
| Fortuna Colonia    | 2 - 1 | Würzburger Kickers   | Südstadion           | 28 de octubre | 14:00 |
| Wehen Wiesbaden    | 6 - 2 | Preußen Münster      | BRITA-Arena          | 29 de octubre | 14:00 |
| Karlsruher         | 1 - 0 | Magdeburgo           | Wildparkstadion      | 29 de octubre | 14:00 |

| Werder Bremen II   | 0 - 5 | Sonnenhof Großaspach | Weserstadion Platz 11      | 3 de noviembre | 19:00 |
| Preußen Münster    | 1 - 1 | Fortuna Colonia      | Preußenstadion             | 3 de noviembre | 19:00 |
| Aalen              | 3 - 1 | Carl Zeiss Jena      | Scholz-Arena               | 4 de noviembre | 14:00 |
| Paderborn 07       | 3 - 0 | Osnabrück            | Benteler-Arena             | 4 de noviembre | 14:00 |
| Zwickau            | 1 - 3 | Unterhaching         | Stadion Zwickau            | 4 de noviembre | 14:00 |
| Magdeburgo         | 0 - 0 | Wehen Wiesbaden      | MDCC-Arena                 | 4 de noviembre | 14:00 |
| Würzburger Kickers | 1 - 0 | Hallescher FC        | Flyeralarm-Arena           | 4 de noviembre | 14:00 |
| Meppen             | 3 - 2 | Chemnitzer FC        | Hänsch-Arena               | 4 de noviembre | 14:00 |
| Rot-Weiß Erfurt    | 2 - 3 | Sportfreunde Lotte   | Multifunktionsarena Erfurt | 5 de noviembre | 14:00 |
| Hansa Rostock      | 0 - 3 | Karlsruher           | Ostseestadion              | 5 de noviembre | 14:00 |

| Osnabrück            | 4 - 1 | Aalen              | Osnatel-Arena        | 17 de noviembre | 19:00 |
| Hallescher FC        | 3 - 0 | Preußen Münster    | Erdgas Sportpark     | 17 de noviembre | 19:00 |
| Wehen Wiesbaden      | 0 - 1 | Hansa Rostock      | BRITA-Arena          | 17 de noviembre | 19:00 |
| Carl Zeiss Jena      | 2 - 1 | Werder Bremen II   | Ernst-Abbe-Sportfeld | 18 de noviembre | 14:00 |
| Sonnenhof Großaspach | 1 - 0 | Rot-Weiß Erfurt    | Mechatronik-Arena    | 18 de noviembre | 14:00 |
| Sportfreunde Lotte   | 2 - 2 | Meppen             | FRIMO Stadion        | 18 de noviembre | 14:00 |
| Chemnitzer FC        | 0 - 3 | Würzburger Kickers | community4you ARENA  | 18 de noviembre | 14:00 |
| Fortuna Colonia      | 1 - 2 | Magdeburgo         | Südstadion           | 18 de noviembre | 14:00 |
| Karlsruher           | 1 - 0 | Zwickau            | Wildparkstadion      | 18 de noviembre | 14:00 |
| Unterhaching         | 0 - 3 | Paderborn 07       | Alpenbauer Sportpark | 18 de noviembre | 14:00 |

| Paderborn 07       | 0 - 2 | Karlsruher           | Benteler-Arena        | 24 de noviembre | 19:00 |
| Preußen Münster    | 1 - 0 | Chemnitzer FC        | Preußenstadion        | 24 de noviembre | 19:00 |
| Meppen             | 1 - 1 | Sonnenhof Großaspach | Hänsch-Arena          | 24 de noviembre | 19:00 |
| Werder Bremen II   | 0 - 0 | Rot-Weiß Erfurt      | Weserstadion Platz 11 | 25 de noviembre | 14:00 |
| Carl Zeiss Jena    | 0 - 0 | Osnabrück            | Ernst-Abbe-Sportfeld  | 25 de noviembre | 14:00 |
| Aalen              | 3 - 1 | Unterhaching         | Scholz-Arena          | 25 de noviembre | 14:00 |
| Zwickau            | 0 - 2 | Wehen Wiesbaden      | Stadion Zwickau       | 25 de noviembre | 14:00 |
| Hansa Rostock      | 5 - 3 | Fortuna Colonia      | Ostseestadion         | 25 de noviembre | 14:00 |
| Magdeburgo         | 2 - 1 | Hallescher FC        | MDCC-Arena            | 25 de noviembre | 14:00 |
| Würzburger Kickers | 2 - 1 | Sportfreunde Lotte   | Flyeralarm-Arena      | 25 de noviembre | 14:00 |

| Hallescher FC        | 0 - 2 | Hansa Rostock      | Erdgas Sportpark           | 1 de diciembre | 19:00 |
| Rot-Weiß Erfurt      | 0 - 0 | Meppen             | Multifunktionsarena Erfurt | 2 de diciembre | 14:00 |
| Sportfreunde Lotte   | 0 - 0 | Preußen Münster    | FRIMO Stadion              | 2 de diciembre | 14:00 |
| Chemnitzer FC        | 2 - 3 | Magdeburgo         | community4you ARENA        | 2 de diciembre | 14:00 |
| Fortuna Colonia      | 1 - 1 | Zwickau            | Südstadion                 | 2 de diciembre | 14:00 |
| Wehen Wiesbaden      | 4 - 1 | Paderborn 07       | BRITA-Arena                | 2 de diciembre | 14:00 |
| Karlsruher           | 0 - 0 | Aalen              | Wildparkstadion            | 2 de diciembre | 14:00 |
| Werder Bremen II     | 2 - 2 | Osnabrück          | Weserstadion Platz 11      | 3 de diciembre | 14:00 |
| Sonnenhof Großaspach | 1 - 3 | Würzburger Kickers | Mechatronik Arena          | 3 de diciembre | 14:00 |
| Unterhaching         | 3 - 2 | Carl Zeiss Jena    | Alpenbauer Sportpark       | 3 de diciembre | 14:00 |

| Würzburger Kickers | 4 - 1 | Rot-Weiß Erfurt      | Flyeralarm-Arena     | 8 de diciembre  | 18:30 |
| Magdeburgo         | 2 - 0 | Sporfreunde Lotte    | MDCC-Arena           | 8 de diciembre  | 19:00 |
| Carl Zeiss Jena    | 0 - 0 | Karlsruher           | Ernst-Abbe-Sportfeld | 9 de diciembre  | 13:00 |
| Osnabrück          | 2 - 0 | Unterhaching         | Osnatel-Arena        | 9 de diciembre  | 14:00 |
| Aalen              | 1 - 0 | Wehen Wiesbaden      | Scholz-Arena         | 9 de diciembre  | 14:00 |
| Paderborn 07       | 3 - 1 | Fortuna Colonia      | Benteler-Arena       | 9 de diciembre  | 14:00 |
| Preußen Münster    | 1 - 4 | Sonnenhof Großaspach | Preußenstadion       | 9 de diciembre  | 14:00 |
| Meppen             | 2 - 2 | Werder Bremen II     | Hänsch-Arena         | 9 de diciembre  | 14:00 |
| Zwickau            | 1 - 1 | Hallescher FC        | Stadion Zwickau      | 10 de diciembre | 14:00 |
| Hansa Rostock      | 3 - 1 | Chemnitzer FC        | Ostseestadion        | 10 de diciembre | 14:00 |

### Segunda vuelta
| Paderborn 07       | 0 - 0 | Hallescher FC        | Benteler-Arena       | 15 de diciembre | 19:00 |
| Aalen              | 1 - 1 | Fortuna Colonia      | Scholz-Arena         | 15 de diciembre | 19:00 |
| Carl Zeiss Jena    | 4 - 3 | Wehen Wiesbaden      | Ernst-Abbe-Sportfeld | 16 de diciembre | 13:00 |
| Unterhaching       | 1 - 0 | Werder Bremen II     | Alpenbauer Sportpark | 16 de diciembre | 14:00 |
| Magdeburgo         | 3 - 0 | Sonnenhof Großaspach | MDCC-Arena           | 16 de diciembre | 14:00 |
| Hansa Rostock      | 0 - 3 | Sportfreunde Lotte   | Ostseestadion        | 16 de diciembre | 14:00 |
| Zwickau            | 3 - 2 | Chemnitzer FC        | Stadion Zwickau      | 16 de diciembre | 14:00 |
| Würzburger Kickers | 2 - 0 | Meppen               | Flyeralarm-Arena     | 16 de diciembre | 14:00 |
| Preußen Münster    | 5 - 0 | Rot-Weiß Erfurt      | Preußenstadion       | 30 de enero     | 19:00 |
| Osnabrück          | 0 - 0 | Karlsruher           | Osnatel-Arena        | 14 de febrero   | 19:00 |

| Wehen Wiesbaden      | 5 - 1 | Osnabrück          | BRITA-Arena                | 20 de enero | 14:00 |
| Fortuna Colonia      | 1 - 0 | Carl Zeiss Jena    | Südstadion                 | 20 de enero | 14:00 |
| Hallescher FC        | 3 - 2 | Aalen              | Erdgas Sportpark           | 20 de enero | 14:00 |
| Chemnitzer FC        | 0 - 2 | Paderborn 07       | community4you ARENA        | 20 de enero | 14:00 |
| Sportfreunde Lotte   | 1 - 0 | Zwickau            | FRIMO Stadion              | 20 de enero | 14:00 |
| Karlsruher           | 3 - 1 | Unterhaching       | Wildparkstadion            | 20 de enero | 14:00 |
| Meppen               | 2 - 0 | Preußen Münster    | Hänsch-Arena               | 21 de enero | 14:00 |
| Werder Bremen II     | 0 - 1 | Würzburger Kickers | Weserstadion Platz 11      | 21 de enero | 14:00 |
| Rot-Weiß Erfurt      | 3 - 1 | Magdeburgo         | Multifunktionsarena Erfurt | 22 de enero | 20:30 |
| Sonnenhof Großaspach | 0 - 0 | Hansa Rostock      | Mechatronik Arena          | 20 de marzo | 19:00 |

| Zwickau         | 2 - 0 | Sonnenhof Großaspach | Stadion Zwickau      | 26 de enero | 19:00 |
| Preußen Münster | 1 - 0 | Würzburger Kickers   | Preußenstadion       | 26 de enero | 19:00 |
| Karlsruher      | 1 - 0 | Werder Bremen II     | Wildparkstadion      | 27 de enero | 14:00 |
| Hansa Rostock   | 3 - 1 | Rot-Weiß Erfurt      | Ostseestadion        | 27 de enero | 14:00 |
| Paderborn 07    | 5 - 0 | Sportfreunde Lotte   | Benteler-Arena       | 27 de enero | 14:00 |
| Aalen           | 3 - 2 | Chemnitzer FC        | Scholz-Arena         | 27 de enero | 14:00 |
| Osnabrück       | 2 - 2 | Fortuna Colonia      | Osnatel-Arena        | 27 de enero | 14:00 |
| Unterhaching    | 0 - 1 | Wehen Wiesbaden      | Alpenbauer Sportpark | 27 de enero | 14:00 |
| Magdeburgo      | 0 - 0 | Meppen               | MDCC-Arena           | 27 de enero | 14:00 |
| Carl Zeiss Jena | 2 - 1 | Hallescher FC        | Ernst-Abbe-Sportfeld | 28 de enero | 14:00 |

| Sportfreunde Lotte   | 2 - 0 | Aalen            | FRIMO Stadion              | 2 de febrero | 19:00 |
| Wehen Wiesbaden      | 1 - 1 | Karlsruher       | BRITA-Arena                | 2 de febrero | 19:00 |
| Hallescher FC        | 1 - 0 | Osnabrück        | Erdgas Sportpark           | 3 de febrero | 14:00 |
| Chemnitzer FC        | 1 - 0 | Carls Zeiss Jena | community4you ARENA        | 3 de febrero | 14:00 |
| Sonnenhof Großaspach | 1 - 1 | Paderborn 07     | Mechatronik Arena          | 3 de febrero | 14:00 |
| Meppen               | 0 - 2 | Hansa Rostock    | Hänsch-Arena               | 3 de febrero | 14:00 |
| Würzburger Kickers   | 1 - 0 | Magdeburgo       | Flyeralarm-Arena           | 3 de febrero | 14:00 |
| Werder Bremen II     | 2 - 4 | Preußen Münster  | Weserstadion Platz 11      | 3 de febrero | 14:00 |
| Fortuna Colonia      | 0 - 0 | Unterhaching     | Südstadion                 | 3 de febrero | 14:00 |
| Rot-Weiß Erfurt      | 0 - 3 | Zwickau          | Multifunktionsarena Erfurt | 4 de febrero | 14:00 |

| Paderborn 07    | 0 - 1 | Rot-Weiß Erfurt      | Benteler-Arena       | 9 de febrero  | 19:00 |
| Osnabrück       | 6 - 1 | Chemnitzer FC        | Osnatel-Arena        | 9 de febrero  | 19:00 |
| Aalen           | 4 - 1 | Sonnenhof Großaspach | Scholz-Arena         | 10 de febrero | 14:00 |
| Carl Zeiss Jena | 2 - 2 | Sportfreunde Lotte   | Ernst-Abbe-Sportfeld | 10 de febrero | 14:00 |
| Karlsruher      | 1 - 0 | Fortuna Colonia      | Wildparkstadion      | 10 de febrero | 14:00 |
| Magdeburgo      | 3 - 1 | Preußen Münster      | MDCC-Arena           | 10 de febrero | 14:00 |
| Hansa Rostock   | 3 - 1 | Würzburger Kickers   | Ostseestadion        | 10 de febrero | 14:00 |
| Zwickau         | 0 - 1 | Meppen               | Stadion Zwickau      | 10 de febrero | 14:00 |
| Wehen Wiesbaden | 2 - 2 | Werder Bremen II     | BRITA-Arena          | 11 de febrero | 14:00 |
| Unterhaching    | 1 - 1 | Hallescher FC        | Alpenbauer Sporpark  | 11 de febrero | 14:00 |

| Preußen Münster      | 2 - 0 | Hansa Rostock   | Preußenstadion             | 16 de febrero | 19:00 |
| Sonnenhof Großaspach | 0 - 0 | Carl Zeiss Jena | Mechatronik Arena          | 17 de febrero | 14:00 |
| Würzburger Kickers   | 1 - 1 | Zwickau         | Flyeralarm-Arena           | 17 de febrero | 14:00 |
| Werder Bremen II     | 1 - 3 | Magdeburgo      | Weserstadion Platz 11      | 17 de febrero | 14:00 |
| Fortuna Colonia      | 1 - 0 | Wehen Wiesbaden | Südstadion                 | 17 de febrero | 14:00 |
| Hallescher FC        | 0 - 1 | Karlsruher      | Erdgas Sportpark           | 17 de febrero | 14:00 |
| Chemnitzer FC        | 2 - 1 | Unterhaching    | community4you ARENA        | 17 de febrero | 14:00 |
| Sportfreunde Lotte   | 2 - 3 | Osnabrück       | FRIMO Stadion              | 18 de febrero | 14:00 |
| Rot-Weiß Erfurt      | 0 - 1 | Aalen           | Multifunktionsarena Erfurt | 18 de febrero | 14:00 |
| Meppen               | 0 - 0 | Paderborn 07    | Hänsch-Arena               | 27 de marzo   | 19:00 |

| Fortuna Colonia | 2 - 1 | Werder Bremen II     | Südstadion           | 23 de febrero | 19:00 |
| Osnabrück       | 2 - 1 | Sonnenhof Großaspach | Osnatel-Arena        | 24 de febrero | 14:00 |
| Unterhaching    | 3 - 0 | Sportfreunde Lotte   | Alpenbauer Sportpark | 24 de febrero | 14:00 |
| Wehen Wiesbaden | 3 - 1 | Hallescher FC        | BRITA-Arena          | 24 de febrero | 14:00 |
| Hansa Rostock   | 1 - 0 | Magdeburgo           | Ostseestadion        | 24 de febrero | 14:00 |
| Zwickau         | 1 - 0 | Preußen Münster      | Stadion Zwickau      | 24 de febrero | 14:00 |
| Paderborn 07    | 0 - 0 | Würzburger Kickers   | Benteler-Arena       | 24 de febrero | 14:00 |
| Aalen           | 1 - 1 | Meppen               | Scholz-Arena         | 24 de febrero | 14:00 |
| Carl Zeiss Jena | 1 - 0 | Rot-Weiß Erfurt      | Ernst-Abbe-Sportfeld | 25 de febrero | 14:00 |
| Karlsruher      | 2 - 0 | Chemnitzer FC        | Wildparkstadion      | 25 de febrero | 14:00 |

| Werder Bremen II     | 1 - 1 | Hansa Rostock   | Weserstadion Platz 11      | 2 de marzo  | 19:00 |
| Sportfreunde Lotte   | 1 - 1 | Karlsruher      | FRIMO Stadion              | 2 de marzo  | 19:00 |
| Würzburger Kickers   | 2 - 2 | Aalen           | Flyeralarm-Arena           | 3 de marzo  | 14:00 |
| Preußen Münster      | 1 - 1 | Paderborn 07    | Preußenstadion             | 3 de marzo  | 14:00 |
| Sonnenhof Großaspach | 1 - 2 | Unterhaching    | Mechatronik Arena          | 3 de marzo  | 14:00 |
| Hallescher FC        | 0 - 3 | Fortuna Colonia | Erdgas Sportpark           | 4 de marzo  | 14:00 |
| Chemnitzer FC        | 1 - 4 | Wehen Wiesbaden | community4you ARENA        | 27 de marzo | 19:00 |
| Magdeburgo           | 2 - 2 | Zwickau         | MDCC-Arena                 | 28 de marzo | 19:00 |
| Rot-Weiß Erfurt      | 4 - 4 | Osnabrück       | Multifunktionsarena Erfurt | 28 de marzo | 19:00 |
| Meppen               | 2 - 1 | Carl Zeiss Jena | Hänsch-Arena               | 4 de abril  | 19:00 |

| Unterhaching    | 1 - 1 | Rot-Weiß Erfurt      | Alpenbauer Sportpark | 6 de marzo  | 19:00 |
| Wehen Wiesbaden | 3 - 1 | Sportfreunde Lotte   | BRITA-Arena          | 6 de marzo  | 19:00 |
| Paderborn 07    | 1 - 1 | Magdeburgo           | Benteler-Arena       | 6 de marzo  | 19:00 |
| Osnabrück       | 2 - 2 | Meppen               | Osnatel-Arena        | 6 de marzo  | 19:00 |
| Hallescher FC   | 1 - 0 | Werder Bremen II     | Erdgas Sportpark     | 7 de marzo  | 19:00 |
| Karlsruher      | 3 - 1 | Sonnenhof Großaspach | Wildparkstadion      | 7 de marzo  | 19:00 |
| Fortuna Colonia | 3 - 0 | Chemnitzer FC        | Südstadion           | 7 de marzo  | 19:00 |
| Zwickau         | 1 - 0 | Hansa Rostock        | Stadion Zwickau      | 7 de marzo  | 19:00 |
| Aalen           | 0 - 0 | Preußen Münster      | Scholz-Arena         | 7 de marzo  | 19:00 |
| Carl Zeiss Jena | 1 - 2 | Würzburger Kickers   | Ernst-Abbe-Sportfeld | 27 de marzo | 19:00 |

| Würzburger Kickers   | 1 - 0 | Osnabrück       | Flyeralarm-Arena           | 10 de marzo | 14:00 |
| Preußen Münster      | 2 - 2 | Carl Zeiss Jena | Preußenstadion             | 10 de marzo | 14:00 |
| Hansa Rostock        | 2 - 3 | Paderborn 07    | Ostseestadion              | 10 de marzo | 14:00 |
| Werder Bremen II     | 0 - 0 | Zwickau         | Weserstadion Platz 11      | 10 de marzo | 14:00 |
| Sportfreunde Lotte   | 0 - 2 | Fortuna Colonia | FRIMO Stadion              | 10 de marzo | 14:00 |
| Sonnenhof Großaspach | 1 - 3 | Wehen Wiesbaden | Mechatronik Arena          | 10 de marzo | 14:00 |
| Meppen               | 1 - 1 | Unterhaching    | Hänsch-Arena               | 10 de marzo | 14:00 |
| Magdeburgo           | 6 - 1 | Aalen           | MDCC-Arena                 | 11 de marzo | 14:00 |
| Chemnitzer FC        | 1 - 1 | Hallescher FC   | community4you ARENA        | 11 de marzo | 14:00 |
| Rot-Weiß Erfurt      | 1 - 3 | Karlsruher      | Multifunktionsarena Erfurt | 11 de marzo | 14:00 |

| Wehen Wiesbaden | 4 - 2 | Rot-Weiß Erfurt      | BRITA-Arena          | 16 de marzo | 19:00 |
| Fortuna Colonia | 1 - 3 | Sonnenhof Großaspach | Südstadion           | 16 de marzo | 19:00 |
| Hallescher FC   | 1 - 0 | Sportfreunde Lotte   | Erdgas Sportpark     | 16 de marzo | 19:00 |
| Paderborn 07    | 2 - 0 | Zwickau              | Benteler-Arena       | 17 de marzo | 14:00 |
| Aalen           | 1 - 0 | Hansa Rostock        | Scholz-Arena         | 17 de marzo | 14:00 |
| Unterhaching    | 3 - 2 | Würzburger Kickers   | Alpenbauer Sportpark | 17 de marzo | 14:00 |
| Karlsruher      | 2 - 0 | Meppen               | Wildparkstadion      | 17 de marzo | 14:00 |
| Chemnitzer FC   | 2 - 1 | Werder Bremen II     | community4you ARENA  | 18 de marzo | 14:00 |
| Osnabrück       | 0 - 1 | Preußen Münster      | Osnatel-Arena        | 18 de marzo | 14:00 |
| Carl Zeiss Jena | 1 - 5 | Magdeburgo           | Ernst-Abbe-Sportfeld | 17 de abril | 19:00 |

| Zwickau              | 2 - 2 | Aalen           | Stadion Zwickau            | 23 de marzo | 19:00 |
| Werder Bremen II     | 0 - 2 | Paderborn 07    | Weserstadion Platz 11      | 23 de marzo | 19:00 |
| Hansa Rostock        | 0 - 0 | Carl Zeiss Jena | Ostseestadion              | 24 de marzo | 14:00 |
| Sportfreunde Lotte   | 3 - 1 | Chemnitzer FC   | FRIMO Stadion              | 24 de marzo | 14:00 |
| Sonnenhof Großaspach | 0 - 3 | Hallescher FC   | Mechatronik Arena          | 24 de marzo | 14:00 |
| Rot-Weiß Erfurt      | 2 - 1 | Fortuna Colonia | Multifunktionsarena Erfurt | 24 de marzo | 14:00 |
| Meppen               | 1 - 3 | Wehen Wiesbaden | Hänsch-Arena               | 24 de marzo | 14:00 |
| Würzburger Kickers   | 0 - 0 | Karlsruher      | Flyeralarm-Arena           | 24 de marzo | 14:00 |
| Preußen Münster      | 2 - 0 | Unterhaching    | Preußenstadion             | 24 de marzo | 14:00 |
| Magdeburgo           | 2 - 0 | Osnabrück       | MDCC-Arena                 | 25 de marzo | 14:00 |

| Chemnitzer FC      | 2 - 3 | Sonnenhof Großaspach | community4you ARENA  | 31 de marzo | 14:00 |
| Aalen              | 0 - 5 | Paderborn 07         | Scholz-Arena         | 31 de marzo | 14:00 |
| Carl Zeiss Jena    | 2 - 1 | Zwickau              | Ernst-Abbe-Sportfeld | 31 de marzo | 14:00 |
| Osnabrück          | 1 - 1 | Hansa Rostock        | Osnatel-Arena        | 31 de marzo | 14:00 |
| Karlsruher         | 3 - 0 | Preußen Münster      | Wildparkstadion      | 31 de marzo | 14:00 |
| Wehen Wiesbaden    | 0 - 2 | Würzburger Kickers   | BRITA-Arena          | 31 de marzo | 14:00 |
| Fortuna Colonia    | 0 - 2 | Meppen               | Südstadion           | 31 de marzo | 14:00 |
| Sportfreunde Lotte | 3 - 2 | Werder Bremen II     | FRIMO Stadiom        | 1 de abril  | 14:00 |
| Hallescher FC      | 3 - 0 | Rot-Weiß Erfurt      | Erdgas Sportpark     | 1 de abril  | 14:00 |
| Unterhaching       | 0 - 1 | Magdeburgo           | Alpenbauer Sportpark | 1 de abril  | 14:00 |

| Werder Bremen II     | 1 - 0 | Aalen              | Weserstadion Platz 11      | 6 de abril | 19:00 |
| Paderborn 07         | 6 - 0 | Carl Zeiss Jena    | Benteler-Arena             | 7 de abril | 14:00 |
| Sonnenhof Großaspach | 1 - 1 | Sportfreunde Lotte | Mechatronik Arena          | 7 de abril | 14:00 |
| Würzburger Kickers   | 1 - 0 | Fortuna Colonia    | Flyeralarm-Arena           | 7 de abril | 14:00 |
| Preußen Münster      | 1 - 0 | Wehen Wiesbaden    | Preußenstadion             | 7 de abril | 14:00 |
| Magdeburgo           | 2 - 0 | Karlsruher         | MDCC-Arena                 | 7 de abril | 14:00 |
| Hansa Rostock        | 1 - 1 | Unterhaching       | Ostseestadion              | 7 de abril | 14:00 |
| Zwickau              | 1 - 1 | Osnabrück          | Stadion Zwickau            | 8 de abril | 14:00 |
| Rot-Weiß Erfurt      | 0 - 5 | Chemnitzer FC      | Multifunktionsarena Erfurt | 8 de abril | 14:00 |
| Meppen               | 2 - 2 | Hallescher FC      | Hänsch-Arena               | 8 de abril | 14:00 |

| Wehen Wiesbaden      | 1 - 2 | Magdeburgo         | BRITA-Arena          | 13 de abril | 19:00 |
| Sonnenhof Großaspach | 2 - 2 | Werder Bremen II   | Mechatronik Arena    | 14 de abril | 14:00 |
| Carl Zeiss Jena      | 3 - 2 | Aalen              | Ernst-Abbe-Sportfeld | 14 de abril | 14:00 |
| Osnabrück            | 0 - 5 | Paderborn 07       | Osnatel-Arena        | 14 de abril | 14:00 |
| Fortuna Colonia      | 2 - 4 | Preußen Münster    | Südstadion           | 14 de abril | 14:00 |
| Hallescher FC        | 1 - 3 | Würzburger Kickers | Erdgas Sportpark     | 14 de abril | 14:00 |
| Chemnitzer FC        | 1 - 2 | Meppen             | community4you ARENA  | 14 de abril | 14:00 |
| Sportfreunde Lotte   | 1 - 0 | Rot-Weiß Erfurt    | FRIMO Stadion        | 15 de abril | 14:00 |
| Unterhaching         | 2 - 1 | Zwickau            | Alpenbauer Sportpark | 15 de abril | 14:00 |
| Karlsruher           | 0 - 0 | Hansa Rostock      | Wildparkstadion      | 15 de abril | 14:00 |

| Meppen             | 2 - 1 | Sportfreunde Lotte   | Hänsch-Arena               | 20 de abril | 19:00 |
| Werder Bremen II   | 2 - 4 | Carl Zeiss Jena      | Weserstadion Platz 11      | 21 de abril | 14:00 |
| Rot-Weiß Erfurt    | 0 - 6 | Sonnenhof Großaspach | Multifunktionsarena Erfurt | 21 de abril | 14:00 |
| Würzburger Kickers | 0 - 0 | Chemnitzer FC        | Flyeralarm-Arena           | 21 de abril | 14:00 |
| Magdeburgo         | 2 - 0 | Fortuna Colonia      | MDCC-Arena                 | 21 de abril | 14:00 |
| Hansa Rostock      | 2 - 0 | Wehen Wiesbaden      | Ostseestadion              | 21 de abril | 14:00 |
| Paderborn 07       | 3 - 0 | Unterhaching         | Benteler-Arena             | 21 de abril | 14:00 |
| Aalen              | 2 - 1 | Osnabrück            | Scholz-Arena               | 22 de abril | 14:00 |
| Preußen Münster    | 1 - 2 | Hallescher FC        | Preußenstadion             | 22 de abril | 14:00 |
| Zwickau            | 2 - 4 | Karlsruher           | Stadion Zwickau            | 23 de abril | 18:30 |

| Unterhaching         | 0 - 1 | Aalen              | Alpenbauer Sportpark       | 27 de abril | 19:00 |
| Osnabrück            | 1 - 2 | Carl Zeiss Jena    | Osnatel-Arena              | 28 de abril | 14:00 |
| Karlsruher           | 0 - 0 | Paderborn 07       | Wildparkstadion            | 28 de abril | 14:00 |
| Wehen Wiesbaden      | 3 - 0 | Zwickau            | BRITA-Arena                | 28 de abril | 14:00 |
| Fortuna Colonia      | 0 - 0 | Hansa Rostock      | Südstadion                 | 28 de abril | 14:00 |
| Hallescher FC        | 0 - 2 | Magdeburgo         | Erdgas Sportpark           | 28 de abril | 14:00 |
| Sportfreunde Lotte   | 1 - 3 | Würzburger Kickers | FRIMO Stadion              | 28 de abril | 14:00 |
| Rot-Weiß Erfurt      | 0 - 3 | Werder Bremen II   | Multifunktionsarena Erfurt | 29 de abril | 14:00 |
| Chemnitzer FC        | 1 - 2 | Preußen Münster    | community4you ARENA        | 29 de abril | 14:00 |
| Sonnenhof Großaspach | 2 - 3 | Meppen             | Mechatronik Arena          | 29 de abril | 14:00 |

| Osnabrück          | 1 - 1 | Werder Bremen II     | Osnatel-Arena        | 5 de mayo | 13:30 |
| Meppen             | 3 - 0 | Rot-Weiß Erfurt      | Hänsch-Arena         | 5 de mayo | 13:30 |
| Würzburger Kickers | 1 - 1 | Sonnenhof Großaspach | Flyeralarm-Arena     | 5 de mayo | 13:30 |
| Preußen Münster    | 3 - 0 | Sportfreunde Lotte   | Preußenstadion       | 5 de mayo | 13:30 |
| Magdeburgo         | 3 - 1 | Chemnitzer FC        | MDCC-Arena           | 5 de mayo | 13:30 |
| Hansa Rostock      | 4 - 2 | Hallescher FC        | Ostseestadion        | 5 de mayo | 13:30 |
| Zwickau            | 1 - 0 | Fortuna Colonia      | Stadion Zwickau      | 5 de mayo | 13:30 |
| Paderborn 07       | 3 - 1 | Wehen Wiesbaden      | Benteler-Arena       | 5 de mayo | 13:30 |
| Aalen              | 0 - 2 | Karlsruher           | Scholz-Arena         | 5 de mayo | 13:30 |
| Carl Zeiss Jena    | 2 - 1 | Unterhaching         | Ernst-Abbe-Sportfeld | 5 de mayo | 13:30 |

| Unterhaching         | 4 - 1 | Osnabrück          | Alpenbauer Sportpark       | 12 de mayo | 13:30 |
| Karlsruher           | 2 - 3 | Carl Zeiss Jena    | Wildparkstadion            | 12 de mayo | 13:30 |
| Wehen Wiesbaden      | 2 - 0 | Aalen              | BRITA-Arena                | 12 de mayo | 13:30 |
| Fortuna Colonia      | 2 - 4 | Paderborn 07       | Südstadion                 | 12 de mayo | 13:30 |
| Hallescher FC        | 2 - 0 | Zwickau            | Erdgas Sportpark           | 12 de mayo | 13:30 |
| Chemnitzer FC        | 1 - 1 | Hansa Rostock      | community4you ARENA        | 12 de mayo | 13:30 |
| Sportfreunde Lotte   | 0 - 1 | Magdeburgo (C)     | FRIMO Stadion              | 12 de mayo | 13:30 |
| Sonnenhof Großaspach | 2 - 2 | Preußen Münster    | Mechatronik Arena          | 12 de mayo | 13:30 |
| Rot-Weiß Erfurt      | 1 - 3 | Würzburger Kickers | Multifunktionsarena Erfurt | 12 de mayo | 13:30 |
| Werder Bremen II     | 2 - 1 | Meppen             | Weserstadion Platz 11      | 12 de mayo | 13:30 |

### Campeón
|                                                          |
|                                                          |
| 1. FC Magdeburg 1.er título Asciende a la 2. Bundesliga. |
| También asciende SC Paderborn 07 como vicecampeón.       |

## Play-off de ascenso
| 18 de mayo de 2018, 18:15 | Karlsruher | 0:0                           | Erzgebirge Aue | Wildparkstadion, Karlsruhe                                   |                                                              |
|                           |            | DFB Reporte Soccerway Reporte |                | Asistencia: 25 906 espectadores Árbitro(s): Sascha Stegemann | Asistencia: 25 906 espectadores Árbitro(s): Sascha Stegemann |

| 22 de mayo de 2018, 18:15 | Erzgebirge Aue      | 3:1 (1:1)                     | Karlsruher      | Sparkassen-Erzgebirgsstadion, Aue                           |                                                             |
|                           | Bertram 25' 53' 75' | DFB Reporte Soccerway Reporte | Schleusener 44' | Asistencia: 16 000 espectadores Árbitro(s): Bastian Dankert | Asistencia: 16 000 espectadores Árbitro(s): Bastian Dankert |

- Erzgebirge Aue ganó en el resultado global con un marcador de 3 - 1, por tanto logró la permanencia en la 2. Bundesliga para la siguiente temporada.

## Estadísticas
| Jugador            | Equipo             | Goles | Partidos | Media | Penalti |
| ------------------ | ------------------ | ----- | -------- | ----- | ------- |
| Manuel Schäffler   | SV Wehen Wiesbaden | 22    | 36       | 0.61  | 2       |
| Benjamin Girth     | SV Meppen          | 19    | 36       | 0.52  | 1       |
| Stephan Hain       | SpVgg Unterhaching | 19    | 37       | 0.51  | 3       |
| Sven Michel        | SC Paderborn 07    | 19    | 37       | 0.51  | 0       |
| Philip Türpitz     | 1. FC Magdeburg    | 17    | 34       | 0.5   | 6       |
| Fabian Schleusener | Karlsruher SC      | 17    | 37       | 0.45  | 0       |
| Adriano Grimaldi   | SC Preußen Münster | 15    | 32       | 0.46  | 0       |
| Daniel Keita-Ruel  | SC Fortuna Köln    | 15    | 37       | 0.40  | 1       |
| Stephan Andrist    | SV Wehen Wiesbaden | 15    | 38       | 0.39  | 1       |
| Christian Beck     | 1. FC Magdeburg    | 13    | 38       | 0.34  | 0       |

| Jugador           | Equipo             | Asistencias | Partidos |
| ----------------- | ------------------ | ----------- | -------- |
| Sascha Bigalke    | SpVgg Unterhaching | 13          | 36       |
| Maik Kegel        | SC Fortuna Köln    | 10          | 34       |
| Nico Granatowski  | SV Meppen          | 10          | 35       |
| Florian Hansch    | Chemnitzer FC      | 10          | 38       |
| Moritz Kuhn       | SV Wehen Wiesbaden | 9           | 34       |
| Agyemang Diawusie | SV Wehen Wiesbaden | 9           | 35       |
| Patrick Göbel     | Würzburger Kickers | 9           | 37       |
| Sven Michel       | SC Paderborn 07    | 9           | 37       |

| Jugador               | Equipo             | Amonestaciones | Partidos |
| --------------------- | ------------------ | -------------- | -------- |
| Thilo Gerd Leugers    | SV Meppen          | 16             | 34       |
| Christian Groß        | VfL Osnabrück      | 14             | 35       |
| Robin Krauße          | SC Paderborn 07    | 14             | 36       |
| Robert Andrich        | SV Wehen Wiesbaden | 12             | 28       |
| Maximilian Welzmüller | VfR Aalen          | 12             | 32       |
| Björn Rother          | 1. FC Magdeburg    | 12             | 32       |

| Jugador          | Equipo             | Expulsiones | Partidos |
| ---------------- | ------------------ | ----------- | -------- |
| Robert Andrich   | SV Wehen Wiesbaden | 2           | 28       |
| Dominik Ernst    | SC Fortuna Köln    | 2           | 33       |
| Konstantin Engel | VfL Osnabrück      | 2           | 18       |
| Amaury           | F.C. Hansa Rostock | 2           | 23       |